# Orquestra de Câmara de Los Angeles
A Orquestra de Câmara de Los Angeles (em inglês:  Los Angeles Chamber Orchestra) é uma orquestra de câmara americana, composta por 40 membros, baseada em Los Angeles, Califórnia e eleita pelo crítico musical Jim Svejda, a "melhor orquestra de câmara da América".

## História
A Orquestra de Câmara de Los Angeles foi fundada em 1968 como uma orquestra para gravações de filmes. O fundador da orquestra é o celista James Arkatov. Com a ajuda financeira do filantropo Richard Colburn e direção do presidente Joseph Troy, a orquestra apresentou seu primeiro concerto no outono de 1969. 
O primeiro diretor musical foi Neville Marriner, que usou a Academia de St. Martin  in the Filds como modelo para o conjunto. No começo de sua história, a orquestra não tinha uma residência e interpretava no Forum Mark Taper, na Faculdade Ocidental, na Primeira Congregação de Los Angeles e no Instituto de Técnologia da California. Atualmente a orquestra apresenta 15 concertos anualmente em dois teatros: no Teatro Alex em Glendale e no Royce Hall e ocasionalmente algum concerto adicional no Zipper Hall. 
O repertório da orquestra vai da música Barroca até a Contemporânea, como por exemplo no aniversário de 250 anos de Wolfgang Amadeus Mozart, a orquestra interpretou todos os 23 Concertos para Piano do mestre, em um período de 15 meses. Todos esses concertos foram conduzidos por Jeffrey Kahane.
Em Abril de 2002 a orquestra fez sua estreia no Carnegie Hall e em Junho de 2005 recebeu o Primeiro Lugar no Premiação pelos seus programas contemporâneos, oferecido pela Sociedade dos Compositores e Autores Americanos.
Com convites especiais, a orquestra, sob a batuta de Jeffrey Kahane apresentou-se na América do Sul, Europa e Japão. Na turnê mais recente, a orquestra passou por Paris, Viena, Berlim e San Sebastián.
A temporada de 2008/9 marcou a orquestra com seu aniversário de 40 anos. A temporada contou com a première mundial de obras de Christopher Theofanidis e de Osvaldo Golijov, com Yo-Yo Ma como solista.

## Diretores musicais
Neville Marriner foi o primeiro diretor musical, seguido de Gerar Schwarz que expandiu o repertório da oruqestra, incluindo mais trabalhos americanos em seus concertos. Iona Brown foi nomeada diretora musical adjunta para a temporada de 1986/7 e tornou-se diretora musical no ano seguinte, servindo até 1992. Christof Perick foi o próximo diretor musical, de 1992 a 1995. O atual diretor musical e pianista é Jeffrey Kahane, que comanda o grupo desde 1997. Em março de 2008 seu contrato foi prolongado até a temporada de 2011/12.